# Paris-Roubaix 1897
Paris-Roubaix din 1897 a fost a doua ediție a Paris-Roubaix, o cursă clasică de ciclism de o zi din Franța. Evenimentul a avut loc pe 18 aprilie 1897 și s-a desfășurat pe 280 de kilometri de la Paris până la final pe un velodrom din Roubaix. Câștigătorul a fost Maurice Garin⁠(d), un italian care a locuit în Franța.

## Rezultate
| Loc | Ciclist                   | Timp        |
| --- | ------------------------- | ----------- |
| 1   | Maurice Garin⁠(d) (ITA)    | 9h 57' 21″  |
| 2   | Mathieu Cordang⁠(d) (NED)  | +00' 00″    |
| 3   | Michel Frédérick⁠(d) (SUI) | +30' 21″    |
| 4   | Gaston Rivierre⁠(d) (FRA)  | +50' 39″    |
| 5   | Jules Cordier (BEL)       | +1h 42' 52″ |
| 6   | Boinet (FRA)              | +1h 43' 03″ |
| 7   | Henri Aries (FRA)         | +1h 53' 12″ |
| 8   | Guillochin (FRA)          | +2h 03' 30″ |
| 9   | Léopold Trousselier (FRA) | +2h 03' 30″ |
| 10  | Marcel Kerff⁠(d) (BEL)     | +4h 16' 39″ |